# Lírio do Vale
O Lírio do Vale  é um bairro do município brasileiro de Manaus, capital do estado do Amazonas. Localiza-se na Zona Oeste da cidade. De acordo com estimativas da Secretaria de Desenvolvimento Econômico, Ciência, Tecnologia e Inovação do Amazonas (SEDECTI), sua população era de 25 457 habitantes em 2017.

## História
O bairro é dividido em duas esferas: O Lírio do Vale I e II. Sabe-se que o bairro por completo era um lote de propriedade do senhor Manoel de Souza e sua esposa Dona Rosilda Delta, onde dividiram o lote e venderam na década de 1960, o primeiro para um senhor conhecido como Roque, que o vendeu novamente a um senhor conhecido como Pinguim. Este, por sua vez, sofreu a consequência de morte por inadimplência. Já o segundo, foi negociado e vendido para um casal cuja matriarca era baiana e o seu marido suíço com o auxilio da Sociedade de Habitação do Estado do Amazonas. Após a industrialização se consolidando na cidade em 1970, o Lírio do Vale I sofreu com as invasões, que permeou em poucas áreas no Lírio do Vale II, visto que a área foi loteada pelo casal e transformada em Área de Especial Interesse Social (AEIS) conforme o Anexo Único do Plano Diretor Urbano de Manaus. Hoje, integram o bairro: o loteamento Lírio do Vale e os conjuntos Augusto Montenegro I e II.

## Lírio do Vale atual

### Geografia de morros e baixadas
Por altos e baixos é constituída a geografia do bairro, muito acidentadas e cheias de declives, as ruas do bairro Lírio do Vale I, pelas invasões, nasceram desordenadas e sem planejamento. Já o Lírio do Vale II, devido o loteamento, percebe-se uma organização espacial melhor, com traçados urbanos fechados e contínuos.
Porém, além do Lírio do Vale I ser uma ocupação irregular, essa área do bairro sofre também com a falta de regulamentação fundiária, onde muitas casas ainda não têm nenhum registro. Já no Lírio do Vale II, a necessidade de regulamentação fundiária é menor visto que muitas famílias efetuaram o pagamento de seus contratos, dando-lhe direito ao registro.